# Patience (Vorname)
Patience ist ein weiblicher Vorname.

## Herkunft und Bedeutung
Der Vorname Patience wird abgeleitet vom englischen patience für Geduld, Ausdauer, das zurückgeht auf das lateinische Wort patientia mit weitgehend gleicher Bedeutung, abgeleitet von lat. pati = erleiden, erdulden aushalten. Der Name wurde von Puritanern im 17. Jahrhundert als einer von mehreren „Tugendnamen“ eingeführt.

## Namensträgerinnen
- Patience Cleveland (1931–2004), US-amerikanische Film- und Fernsehschauspielerin
- Patience Cooper (* um 1905; † unbekannt), indische Filmschauspielerin der 1920er- bis 1940er-Jahre
- Patience Dabany (* 1944), gabunische Sängerin
- Patience Gray (1917–2005), britische Kochbuchautorin
- Patience Sonko-Godwin (* 1943), gambische Historikerin und Autorin
- Patience Wheatcroft, Baroness Wheatcroft (* 1951), britische Journalistin, Managerin und Politikerin (Conservative Party)
- Patience Wright (1725–1786), erste bekannte amerikanische Bildhauerin

## Nachweise
1. ↑  Patience auf behindthename.com